# Balme
Balme là một đô thị ở tỉnh Torino trong vùng Piedmont, có vị trí cách khoảng 45 km về phía tây bắc của Torino, nước Ý, trên biên giới giáp ranh với nước Pháp. Tại thời điểm ngày 31 tháng 12 năm 2004, đô thị này có dân số 98 người và diện tích là 63,1 km².
Balme giáp các đô thị: Ala di Stura, Bessans (France), Bonneval-sur-Arc (France), Groscavallo, Lemie, và Usseglio.